# LEO LT
Die Aktiengesellschaft Leo LT (Lietuvos elektros organizacija) ist eine litauische staatlich kontrollierte Energie-Holding, die auf Initiative der litauischen Regierung im Frühjahr 2008 aus der Zusammenlegung der beiden Stromversorger VST (Vakarų skirstomieji tinklai; privat) und Rytų skirstomieji tinklai (RST; mehrheitlich in Staatsbesitz) sowie dem staatlichen Energieerzeuger Lietuvos energija entstand.
Die Aktien der neuen Gesellschaft gehören zu 61,7 % dem Staat und zu 38,3 % dem bisherigen Eigentümer von VST, der Firma NDX Energija. Ein kleiner Teil der Aktien, weniger als 0,3 %, wird an der Börse  in Vilnius gehandelt. Die bisher im Besitz des staatlichen Energieerzeugers Lietuvos energija befindlichen Wasserkraftwerke in Kaunas (Kauno hidroelektrinė) und Kruonis (Kruonio hidroakumuliacinė elektrinė) wurden ausgegliedert und blieben in Staatsbesitz.

## Politische Hintergründe und Streitigkeiten
Als Grund für die Bildung des Konzerns wurde die Notwendigkeit geltend gemacht, angesichts der Herausforderungen aufgrund der Schließung des Kernkraftwerks Ignalina zum 31. Dezember 2009 über einen großen nationalen Akteur zu verfügen, der etwaige Kooperationen mit anderen (staatlichen) Unternehmen zur Sicherung der litauischen Energieversorgung schultern kann. In erster Linie geht es dabei um die Errichtung transnationaler Stromleitungen nach Polen und unter der Ostsee nach Schweden sowie um den Bau eines neuen Atomkraftwerks am bisherigen Standort Ignalina.
Die Notwendigkeit zur Gründung von Leo LT war im litauischen Parlament wie auch in der Öffentlichkeit sehr umstritten. Der Regierung wurde unterstellt, zu Lasten des Staates und zu Gunsten des Aktionärs der VST, NDX Energija, hinter dem wiederum Litauens größter nationaler Konzern, die VP Grupė, steht, zu handeln. Eine Bürgerinitiative, die eine Volksabstimmung über die Aufhebung der Gründung von Leo LT herbeiführen wollte, scheiterte jedoch an der nötigen Zahl von mindestens 50.000 gültigen Unterschriften innerhalb von zwei Monaten.
Bereits im Juni 2007 hatte das Parlament den Weg frei gemacht, in der Folge der Schließung des Atomkraftwerks Ignalina einen großen nationalen Energieversorger zu gründen, der die Aufgabe übernehmen könne, in internationaler Zusammenarbeit ein neues Atomkraftwerk zu errichten. Die von der Regierung eingesetzte Kommission unter Vorsitz des Wirtschaftsministers Vytas Navickas legte am 20. Dezember 2007 ihre Vorschläge vor. Nach Verhandlungen mit NDX Energija war man zu dem Ergebnis gekommen, den nationalen Energieversorger unter neuem Namen zu gründen (und nicht unter dem Dach der bestehenden Lietuvos energija). Dieses Vorhaben bedurfte der Abänderung des im Juni 2007 beschlossenen Atomgesetzes. Dies erfolgte am 25. Februar 2008 durch einen heftig umkämpften Parlamentsbeschluss, bei dem sich die mit den Sozialdemokraten regierenden Liberalen gegen das Projekt aussprachen. Am 29. April 2008 wurde der Gründungsvertrag zur Bildung der neuen Holding Leo LT unterschrieben und am 27. Mai 2008 das Kapital der drei Gründungsunternehmen in das von Leo LT überführt (insgesamt knapp 1,5 Mrd. Euro). Ende September 2008 beschloss das Parlament, die Rechtmäßigkeit des Atomgesetzes vom Verfassungsgericht überprüfen zu lassen.
Am 21. Oktober 2008 erklärte der erste Vorstandsvorsitzende in der Geschichte des Unternehmens, Rymantas Juozaitis (seit 20. Mai  2008), überraschend „aus persönlichen Gründen“ seinen Rücktritt und wurde am 24. Oktober durch den bisherigen Generaldirektor von RST, Gintautas Mažeika, ersetzt. Bereits im März 2009 verschärften sich mit der neuen Regierung erneut die Spannungen und Diskussionen um die Führung des Unternehmens. Nachdem bereits einige niederrangige Mitarbeiter im Monatsverlauf ausgeschieden waren, erklärte am 23. März 2009 Gintautas Mažeika seinen Rücktritt, kurz vor der außerplanmäßigen Sitzung des Aufsichtsrats. Als Grund gab er wachsende Widerstände aus der Regierung und der Gesellschaft an, die eine erfolgreiche Arbeit nicht zuließen. Auf der Aufsichtsratssitzung sollte allerdings auch die Abschaffung der Abschiedsprämien für leitende Mitarbeiter beschlossen werden, auf deren Auszahlung Mažeika nach einigen Tagen dann freiwillig verzichtete. Auf der Aufsichtsratssitzung erklärte dann auch der Vorsitzende des Aufsichtsrates, Julius Niedvaras seinen Rücktritt und übernahm damit auch die Verantwortung für die umstrittene Prämienregelung.
Neuer Aufsichtsratsvorsitzender wurde am 3. April 2009 der Vorsitzende der Staatlichen Preiskommission, Virgilijus Poderys, neuer Unternehmenschef am 9. April 2009 der bisherige Leiter von RST, der Physiker Rimantas Vaitkus. Vaitkus kennt den amtierenden Ministerpräsidenten Andrius Kubilius von einer über 10-jährigen Zusammenarbeit an der Universität Vilnius und gilt daher als sein Vertrauter.
Am 21. Juli 2009 beschloss das Parlament mit der neuen liberal-konservativen Regierungsmehrheit, das Atomgesetz abzuändern. So wurde nunmehr vorgesehen, dass der Staat mindestens zwei Drittel der Aktien halten solle, dass Leo LT auch wieder aufgelöst werden könne und das Unternehmen nicht mehr für den Bau von Starkstrom-Leitungen nach Polen beziehungsweise Schweden zuständig ist (geht wieder in Regierungsverantwortung über). Zudem wurde die Überprüfung der Bewertung der eingebrachten Aktienanteile von Lietuvos energija und RST angeordnet. Sollten sie unterbewertet gewesen sein, hätte der zweite Anteilseigentümer, NDX Energija, den Staat binnen drei Monaten auszuzahlen. Die neu gewählte Präsidentin des Landes, Dalia Grybauskaitė, sprach sich am 30. Juli bei der Unterzeichnung der Gesetzesänderungen ebenfalls deutlich für eine Zerschlagung von Leo LT aus, das sie als Herstellung eines Monopols brandmarkte. Zudem bezweifelte sie die Notwendigkeit, in Litauen ein neues Atomkraftwerk zu bauen.